# Jsu Garcia
Jesus „Jsu” Garcia, znany również jako Nick Corri (ur. 6 października 1963 w Nowym Jorku) – amerykański aktor filmowy i telewizyjny oraz producent kubańskiego pochodzenia.
Urodził się w Nowym Jorku jako Jesus Garcia, w rodzinie kubańskich imigrantów.
Zadebiutował w 1982 roku rolą żołnierza w krótkometrażowym filmie Michaela Toshiyukiego Uno The Silence. W 1984 nominowano go do nagrody Saturna za rolę Roda Lane’a w horrorze Wesa Cravena Koszmar z ulicy Wiązów.